# Klaus Bonsack
Klaus-Michael Bonsack, també conegut amb el nom de Klaus Bonsack (alemany: Klaus-Michael Bonsack)  (Waltershausen, 26 de desembre de 1941 - Innsbruck, 5 de març de 2023), fou un corredor de luge alemany que destacà entre les dècades del 1960 i del 1970.

## Biografia
Va néixer el 26 de desembre de 1941 a la ciutat de Waltershausen, població situada a l'estat de Turíngia, que en aquells moments formava part de l'Alemanya ocupada i que avui en dia forma part d'Alemanya.

## Carrera esportiva
Va participar als 22 anys, i en representació de l'encara Alemanya unificada, en els Jocs Olímpics d'Hivern de 1964 realitzats a Innsbruck (Àustria), on aconseguí guanyar la medalla de plata en la prova individual masculina de luge i on no finaltizà la seva participació en la prova de parelles masculines. En els Jocs Olímpics d'Hivern de 1968 realitzats a Grenoble (França), i ja sota representació de la República Democràtica Alemanya (RDA), aconseguí guanyar la medalla d'or en la prova de parelles juntament amb Thomas Köhler, i la medalla de bronze en la prova individual masculina. En els Jocs Olímpics d'Hivern de 1972 realitzats a Sapporo (Japó) aconseguí guanyar una nova medalla de bronze en la prova de parelles, en aquesta ocasió amb Wolfram Fiedler, i finalitzà quart en la prova individual.
Al llarg de la seva carrera aconseguí guanyar 5 medalles en el Campionat del Món de luge, entre elles una medalla d'or en la prova de parelles l'any 1967.